# Spielbein

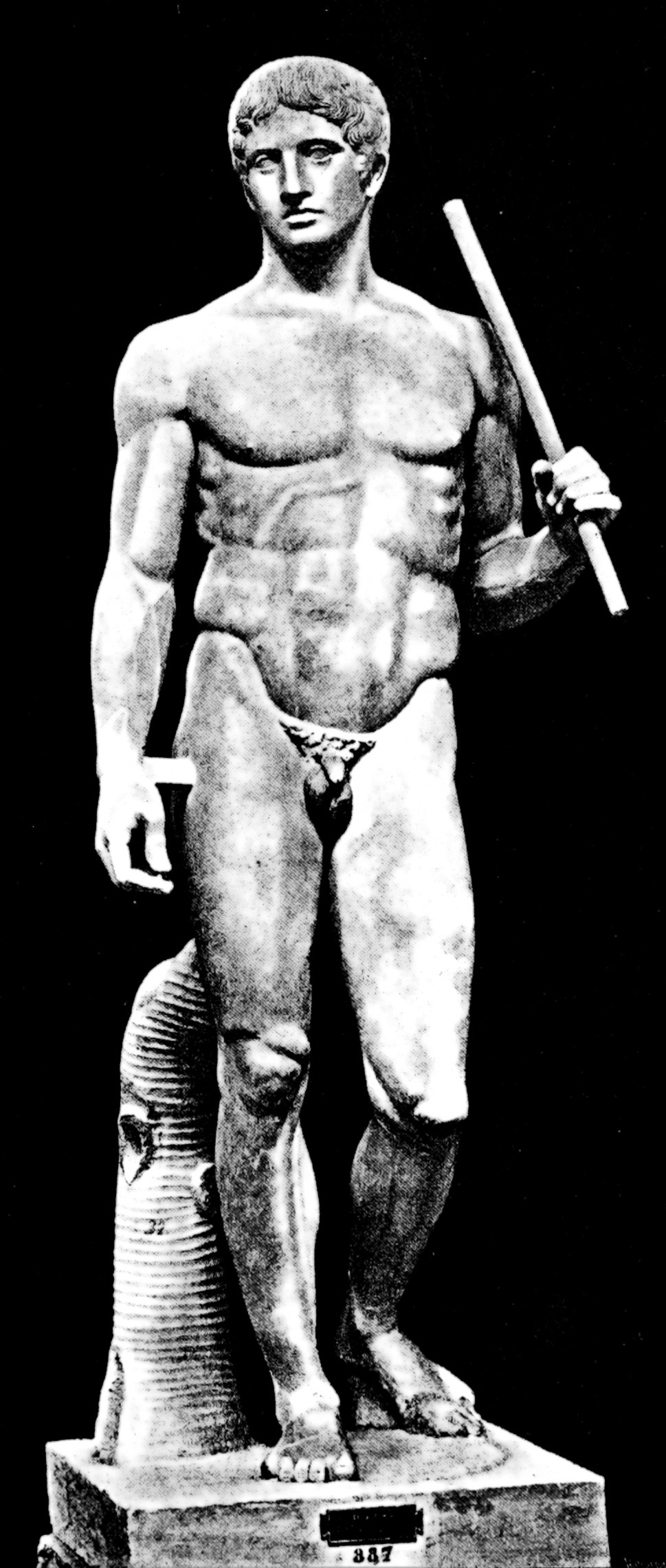
Polyklet: Doryphoros

Der physiologische Bewegungsablauf des Menschen und bei bipeden Tieren im Gehen besteht im Wechsel zwischen Stand- und Spielbein (Syn. Schwing- oder Schwungbein). Mit Abheben des Fußes durch Beugung im Hüft- und/oder Kniegelenk vom Boden wird das Standbein zum Spielbein. Durch Gewichtsverlagerung nach vorn über das auf den Boden befindliche andere Bein (Standbein). Beim Absenken des Beines wird das Knie zunehmend gestreckt, bis der Fuß den Boden erreicht. Damit wird das Spielbein wieder zum Standbein und der Vorgang wiederholt sich auf der anderen Seite. Durch den Schwung des Spielbeins wird das Becken mit nach vorn verlagert. Im Hüftgelenk findet dabei eine leichte Einwärtsdrehung (Innenrotation), die sich auf Oberschenkel und Knie fortsetzt und eine Überstreckung (Hyperextension) des Knies verhindert.
In der statuarischen Kunst findet das Motiv des Standbeins als Kontrapost schon seit Polyklet Verwendung zum Beispiel des Diadumenos, Diskophoros und Doryphoros. Ansätze hiervon finden sich bereits beim sogenannten Kritios-Knaben. Dabei wird das abgehobene Spielbein durch eine gegenläufige Bewegung des Oberkörpers ausgeglichen. Die „Wiederentdeckung“ und Benennung dieses Motivs erfolgt erst in der Frührenaissance, etwa durch Donatello.